# Tahoua I
Tahoua I est un arrondissement communal de la ville de Tahoua au Niger. 

## Géographie
L'arrondissement de Tahoua I s'étend sur la partie orientale de la ville de Tahoua.
|           | Affala   | Barmou |
| Tahoua II | Tahoua I | Kalfou |
|           | Bambèye  |        |

L'arrondissement est divisé en neuf districts en zone urbaine et une zone rurale avec trois villages, 17 hameaux et deux camps.

## Histoire
La commune urbaine de Tahoua I est instaurée en 2002, érigé en arrondissement communal en 2010. 

## Population
Lors du recensement général de 2012, la population communale est relevée à 53 569 habitants. 

## Localités
L'arrondissement est composé de 9 quartiers, 2 gros villages : Founkoye et Kolloma et 9 petits villages à la périphérie. L'Institut de statistique recense 31 localités :

### Quartiers
- Ibiki
- Kourfayawa I
- Maboyan Amare
- Mareda
- Nassarawa
- Oyal Amare
- Sabon Gari
- Tougoulawa
- Zoulanké

### Village
- Kolloma Dabagui

### Hameaux
- Akora Puits
- Arwa
- Bouzou Dabagui
- Dakachi
- Fakawa
- Founkoye
- Garin Amin
- Garin Issa
- Kollom Babba
- Kourdaou
- Marake
- Marake Minak
- Mararaba
- Sabon Care Kalibitan
- Tada Boka
- Takalmawa
- Touba Dan M
- Tourmi

### Campements
- Kourdaou Campement
- Tabon Kort
- Tourmi Campement

## Services et infrastructures
- Collège d'enseignement technique (CET) de Tahoua I

## Économie
Artisanat, commerce, agriculture élevage sont les principales activités.